# 光明球場
光明球場（Stadium of Light）是一座位於英格蘭東北部泰恩-威爾郡新特蘭市的足球場，是新特蘭足球會的主場球場。

## 球場歷史

### 計劃與建築

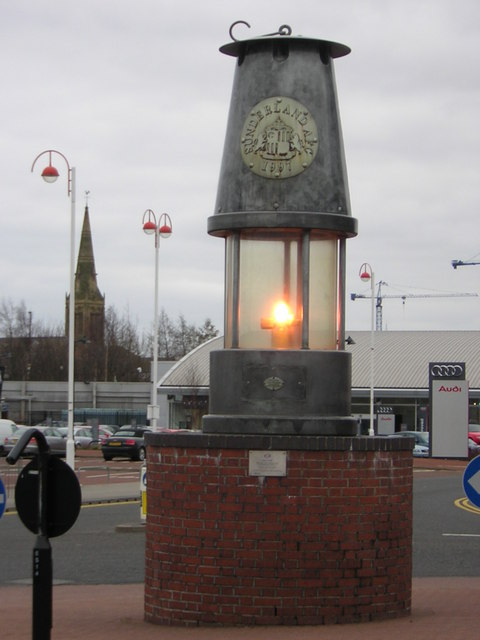
售票處前的戴維安全燈

1989年當泰萊報告書發表之後，新特蘭需要計劃將洛加公園球場（Roker Park）改建為全座席的球場，洛加公園球場四週被民居所包圍，擴建機會不大，球場主要由企位看台組成，按計劃改建後，估計容量將大大縮減至9,000人，新特蘭在90年代初期開始另覓場地。
首先建議在日產車廠毗鄰的地方興建一座號稱「北部溫布萊」的30,000人全座席球場，但因1992年日產提出正式反對而胎死腹中。1995年提出在廢棄的芒克威爾茅斯煤礦舊址（1993年11月24日關閉）興建新球場的計劃，該地位於新特蘭市中心威爾河北岸的羊棚區，與洛加球場只有數百碼的距離。1995年11月13日新特蘭班主卜·梅禮宣佈泰因威爾發展局（Tyne and Wear Development Corporation－TWDC）已批准這個34,000座位球場的興建計劃。
球場於1996年6月動工，設計容量增至40,000人，造價1500萬英鎊。1997年初容量再增加到42,000人，而球場依期完成。由於球場為單純的碗形設計及周圍有充裕的空間，球場可以分階段擴建至可容64,000人。
球場興建期間未有官式名稱，一般稱為「威爾茅斯」或「芒克威爾茅斯」球場。新球場名稱透過公開競選，在球場完工後新特蘭主席約翰·福寧宣佈新球場命名為—光明球場。光明球場部份源於葡萄牙賓菲加位於里斯本的同名球場（Estádio da Luz），但主要是來自「礦工的燈」，表明球場建於煤礦之上，而大部份的新特蘭的球迷，不論過去與現在，主要在區內礦坑工作。與球場相鄰的售票處前加裝一盞巨大的戴維安全燈，主通道上標示「走向光明」（INTO THE LIGHT），正正是當年芒克威爾茅斯煤礦升降機出口上的著名標示。

### 完工之後
1997年7月30日約克公爵安德魯王子為光明球場揭幕，隨即進行首場比賽，新特蘭對荷蘭球會阿積士的表演賽。新特蘭尚在甲組《第二級》聯賽比賽時，平均入場人數約30,000，當在1999年升上英超聯後，平均高達40,000人，僅排於擁有更大容量球場的曼聯 及紐卡素之後的第三位。由於經常滿座，新特蘭隨即展開700萬英鎊的「北看台擴建」計劃，於2000年完成將容量提升至49,000人。
光明球場的首場國際足球賽在1999年舉行，由英格蘭對比利時的友誼賽。在2003年4月由英格蘭對土耳其爭奪2004歐洲國家盃外圍賽出線權的比賽中，英格蘭球迷作出種族歧視的叫囂，最終英足總為此而被歐洲足協罰款150,000瑞士法郎（90,000英鎊）。自2004年開始光明球場成為桑德兰大學舉行畢業典禮的場地。

## 球場佈局
光明球場分為東、南（作客球迷）、西及北（主隊球迷的嘉靈看台）四個看台，其中西看台包含上層的超級月台（Premier Concourse）及行政廂房、主要入口、更衣室及球員出場隧道，並有接待處及宴會場地、媒體設施及酒吧等。北看台包含上層的嘉靈上層看台（Carling Upper Stand）及主場球迷聚集的黑貓酒吧（Black Cat's Bar）。
比賽場地長105米（115碼），闊68米（75碼），草皮曾於2003年2月掘起重舖。場地比地平面低數公尺使球場的內觀比外觀略大。當球迷通過入閘機便是名為月台（Concourse）的地方，月台內有食物攤檔、小商店、電視、外圍投注站及洗手間等設施，每個食物攤檔皆以新特蘭過去著名的球星或洛加球場看台的名字而命名。除容納作客球迷的部份南看台為保安而封閉外，球迷可以在月台內環繞整個球場一周。月台亦容許球迷吸煙及飲酒。月台與座席間由一系列的出入口相連，出入口連接到下層看台中間的橫行行人通道，行人通道圍繞整個球場一周，比賽時段與段之間才被阻隔。下層看台與上層看台之間沒有直接通道連接。中央通道設有傷殘球迷專用位置。作客球迷通常座於南看台的西面位置。

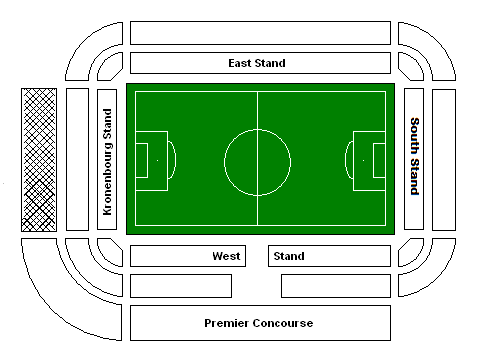
平面圖
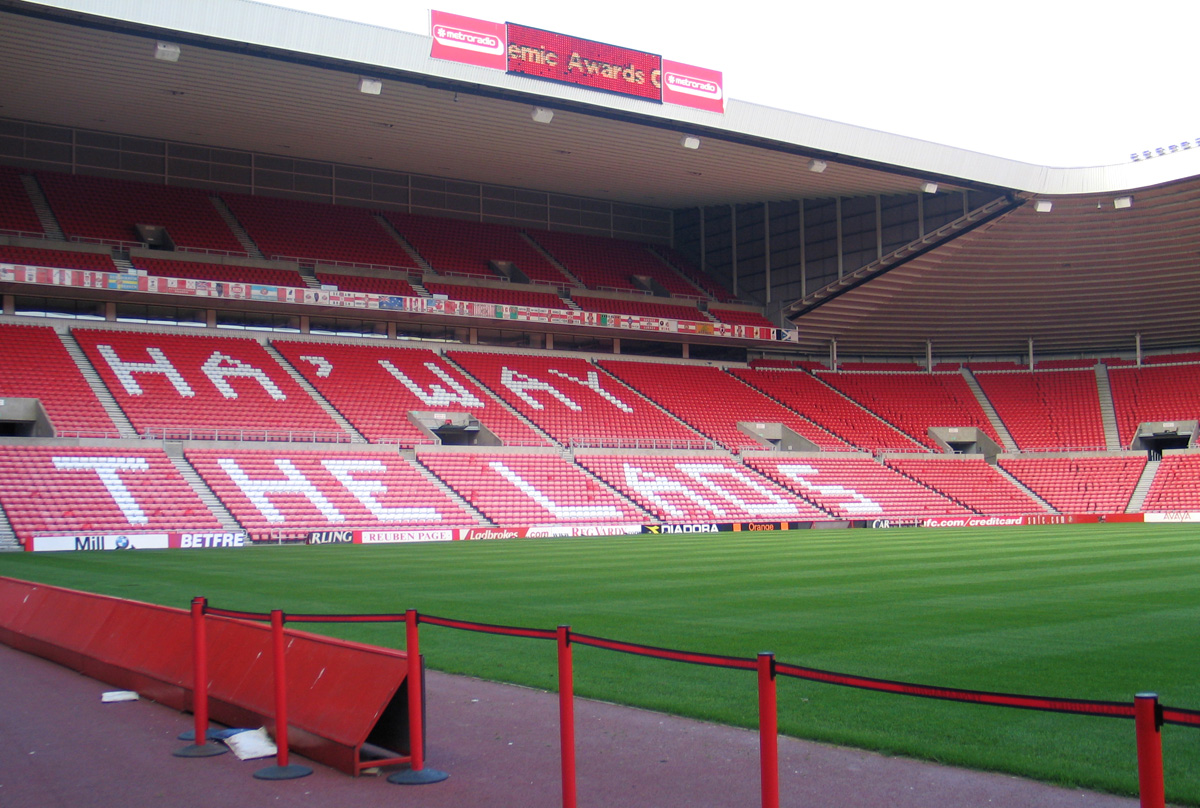
北看台
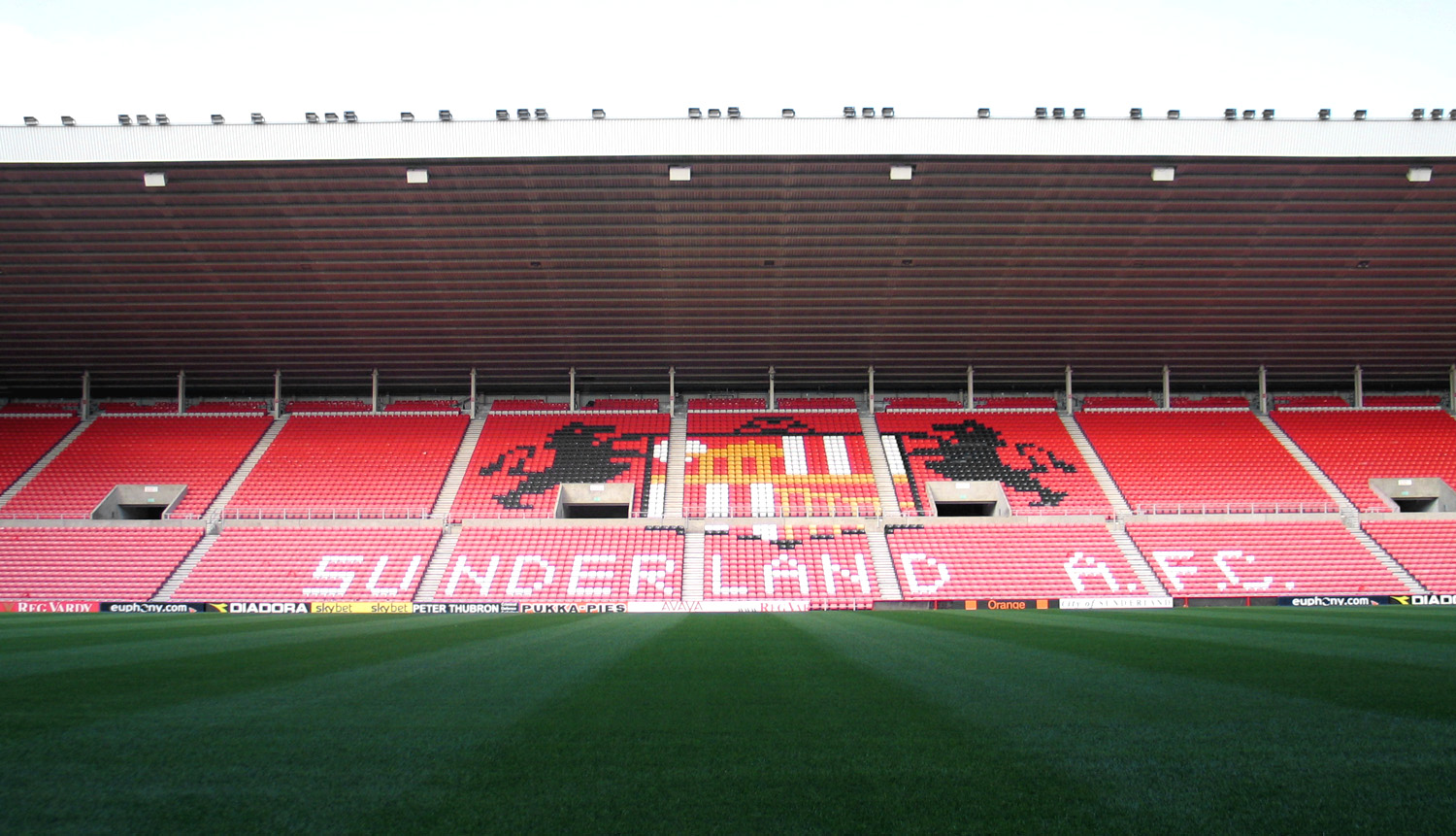
看台上的新特蘭會徽

## 其他用途
光明球場除了是新特蘭的比賽場地之外，球場還會主辨英格蘭的比賽。1999年10月10日，英格蘭第一次在光明球場進行比賽，而該場是對陣比利時的友誼賽，結果，英格蘭以2-1勝出比賽。在2003年4月2日，英格蘭於光明球場進行2004年歐洲國家杯外圍賽，而對賽隊伍是土耳其，最後，英格蘭以2-0勝出比賽 。2002年11月27日，光明球場還舉行了英格蘭U20對陣意大利U20的比賽，意大利最後以5-3擊敗英格蘭。另外，自2004年起，光明球場開始成為新特蘭大學用來舉行畢業典禮的場地。因此，光明球場於2007年被RSVP雜誌選為最創造性地使用體育場館獎。

## 外部連結
- BBC Wear（页面存档备份，存于） Interactive 360 degree views of the Stadium of Light